# Dervegau
Der Dervegau (auch Derwegau, Deruegau, Entergau, Enterigawi) war ein mittelalterlicher Gau im Herzogtum Sachsen.

## Name
Der Begriff Derve bedeutet vermutlich so viel wie Wall oder Schutzwall (vergleichbar mit dem niederländischen Wort Antwerp für Wall). Dieser Teil des Engerlands wurde wahrscheinlich durch einen Wall gegen die südlich im Gebirge lebenden Völker geschützt. Ähnlich war es beim Angrivarengebiet am Ostufer der Weser, wo der Angrivarierwall lag, der im Jahre 16 n. Chr. von Tacitus (Annalen II, 19–21) anlässlich der Schlacht am Angrivarierwall erwähnt wurde. Der Dervegau wurde auch Entergau genannt (pagus Enteri), abgeleitet von „ean“ (Wasser) und „tir“ (terra, Land), also wiederum ein Flussgebiet entlang des Flusses.

## Verortung und Grenzen
Der Dervegau gehörte zum Herrschaftsbereich der Billunger und war von Altsachsen bewohnt. Noch 1096 wurden einige Orte, die ihrer Lage nach zum Dervegau gehörten, zur Grafschaft des Herzogs Magnus von Sachsen gezählt.
Das Gebiet erstreckte sich vom Westufer der Weser südwärts bis zur Gebirgsscharte Porta Westfalica, der natürlichen Engstelle, dem Durchbruch der Weser zwischen dem Wiehengebirge im Westen und dem Wesergebirge im Osten.
Im Westen grenzte der Dervegau bei Osnabrück zwischen Engern und Westfalen an den Lerigau. Im Norden gilt der bronzezeitliche Folcwech als Grenze, der den Dervegau vom Largau (auch Lorgau) trennte. Diese Grenze wird bereits in der Chronik von Adam von Bremen 1076 erwähnt. Im Osten bildete die Weserniederung die Grenze. Nienburg/Weser lag an der Grenze zum Grindergau (Grindiriga). Im Süden grenzten das Wietingsmoor und die Warnenau. Eine weitere Lokalisierung ist, dass der Dervegau bei Minden lag.
Zum Dervegau gehörten das Freigericht zu Estorf, das Graf Otto III. von Hoya 1413 von den Münchhausen kaufte. Das Kirchspiel Mellinghausen mit der Johannes-der-Täufer-Kirche und Borstel mit der St. Nicolaikirche, die St. Clemens Romanus in Marklohe, Nicolaikirche in Sulingen und die St. Nikolai Kirche in Kirchdorf gehörten zum Dervegau. Auch Austen in der heutigen oldenburgischen Gemeinde Colnrade und die Liegenschaften des Augustiner-Eremiten-Klosters Herford lagen im Dervegau. Die Stemweder Landschaft lag außerhalb.